# Karin Friedrich (Journalistin)

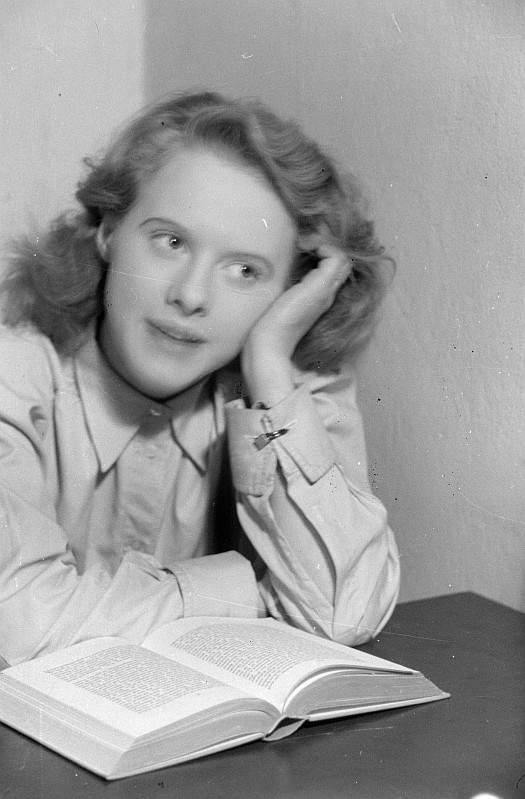
Karin Friedrich (1946)

Karin Friedrich (* 18. Februar 1925 in Marburg; † 27. November 2015) war eine deutsche Journalistin und Autorin.

## Leben und Wirken
Karin Friedrich war die Tochter von Ruth Andreas-Friedrich und Otto A. Friedrich, dem späteren Präsidenten der Bundesvereinigung der Deutschen Arbeitgeberverbände. Sie gehörte wie ihre Mutter und deren Lebensgefährte Leo Borchard während der Zeit des Nationalsozialismus der Widerstandsgruppe „Onkel Emil“ an. Im Alter von 18 Jahren half sie bei der Verteilung von Flugblättern, nachdem die Hinrichtung der Geschwister Scholl bekannt geworden war.
Nach dem Zweiten Weltkrieg war sie zunächst über fünf Jahre als Schauspielerin am Berliner Hebbeltheater engagiert. 1950 verlagerte sie ihren beruflichen Schwerpunkt nach München und auf den Journalismus, sie setzte sich in diesem Bereich vor allem mit sozialpolitischen Themen auseinander. Nach einer Anstellung bei der Zeitschrift Echo der Woche sowie einem Volontariat bei der Südpost arbeitete sie von 1953 bis zu ihrem Ruhestand 1992 als Reporterin und Redakteurin bei der Süddeutschen Zeitung. Darüber hinaus engagierte sie sich in der Weiße Rose Stiftung und für Pro Asyl.
Im Jahr 2004 wurde sie von der Gedenkstätte Yad Vashem als Gerechte unter den Völkern geehrt. Im Februar 2013 beteiligte sie sich mit einem Zeitzeugen-Gespräch in der Versöhnungskirche in der KZ-Gedenkstätte Dachau an den „Weiße-Rose-Gedenktagen“ der Evangelischen Kirche in der Region München.
Karin Friedrich lebte zuletzt in Gauting. Sie starb am 27. November 2015 im Alter von 90 Jahren. Sie hinterließ zwei Töchter. Am 14. Dezember 2015 fand eine Trauerfeier in Gauting statt.

## Werke
- Wege ins gelobte Land, zehn Lebensgeschichten aus Israel. Metropol, Berlin 1994, ISBN 3-926893-74-5.
- Zeitfunken. Biographie einer Familie. Beck, München 2000, ISBN 3-406-45868-8.

## Filmdokumentation
- Ich verstand nicht und rief: "Judas, strecke dich!" in der Reihe Lebenslinien, BR Fernsehen, ca. 45 Min., 1993[6]
- Katrin Seybold, Ula Stöckl: Die Widerständigen: Also machen wir das weiter, Deutschland 2015[7]